# ویرجینیا پنی
ویرجینیا پنی (انگلیسی: Virginia Penny؛ (زاده:۱۸ژانویه ۱۸۲۶ – درگذشته:۴ آوریل ۱۹۱۳) اصلاح‌طلب اجتماعی و اقتصاددان بود. وی اولین کسی بود که در بازار کار زنان در ایالات متحده و اروپا تحقیق کرد. کتاب‌های او جزو منابع مهم تدریس اعضای انجمن نوبنیاد علوم اجتماعی آمریکا بود. پیش از ورود فعال به سندیکا و شکل‌دادن آژانس استخدامی خود برای زنان، جزو اولین زنان پیشگام، رهبری جنبش حق رأی زنان در ایالات متحده آمریکا را بر عهده داشت.

## زندگی‌نامه
بزرگ‌ترین دختر راشل روبل و ویلیام پنی از شهر لویی‌ویل، کنتاکی بود، ویرجینیا پنی در ۱۸ ژانویه ۱۸۲۶ در یک خانواده برده دار متولد شد. پدرش عضو شورای شهر لوییویل بود و همچنین بانک لوییویل را تأسیس کرد. حداقل سه نفر از چهار برادرش نقش مهمی در زندگی بعدیش ایفا کردند:
- ویلیام: فارغ‌التحصیل از دانشگاه لوییویل با مدرک پزشکی در سال ۱۸۷۲، در سن ۸۵ سالگی در بروکلین، نیویورک، در ۲۱ ژانویه ۱۹۱۴، درگذشت.[۳]
- آلکساندر: - وی هم یک دکتر بود، در یک مزرعه نزدیک لوییویل پس از مرگ پدرش با مادرش زندگی‌کرد، و در دسامبر ۱۸۷۶ درگذشت.[۱][۴]
- لسیلیوس کارگر مزرعه در شهر آلتون، ایلینوی، کار می‌کرد، جایی که مورد آزار و اذیت و گرسنگی قرار گرفت، هنگامی‌که خواهرش او را در آنجا در دهه ۱۸۸۰ پیدا کرد.[۴]

پنی در سال ۱۸۴۵ از مدرسه علوم دینی استوبنویل زنان که توسط کلیسای پروتستان در اوهایو اداره می‌شد فارغ‌التحصیل گردید. او در ایلینوی و کنتاکی تحصیل کرد؛ به عنوان مدیر بخش زنان در آکادمی فان رنسلائر در میسوری خدمت کرد. در اواخر دهه ۱۸۵۰، به چندین شهر بزرگ ایالات متحده سفر کرد تا مشاغل زنان را بررسی نماید و از کتابخانه‌ها برای پیدا کردن اطلاعات در مورد زنان اروپایی استفاده می‌کرد. او در سال ۱۸۵۹ تا ۱۸۶۱ در نیویورک زندگی کرد تا تحقیقات خود را کامل نماید و اولین نشریه را برای اینکه چه شغلی به روی زنان گشوده‌است و چه دستمزدی عایدشان می‌شود را منتشر کرد. پنی از یک روش تحقیق سیستماتیک برای مصاحبه با هزاران نفر از کارگران و کارفرمایان استفاده می‌کرد. او از مصاحبه‌های شخصی و همچنین پرسشنامه‌های نظرسنجی ایمیل استفاده می‌کرد و ۵۳۳ فهرست را در اولین نسخه کتاب خود منتشر نمود.
کمپانی واکر ویز در بوستون آمریکا اولین کتاب پنی را در سال ۱۸۶۳ با تیتر جدید «استخدام زنان، دائرةالمعارف کار زنان» منتشر کرد که به‌طور گسترده‌ای در تحقیقات علمی و همچنین آثار ادبی عمومی مورد استقبال قرار گرفت.
در ماه مه سال ۱۸۶۷، پنی در دومین کنفرانس انجمن حقوق برابر آمریکا (AERA) حضور پیدا کرد و در آن به عنوان نماینده کنتاکی در بین معاونان رئیس‌جمهور انتخاب شد. شهرت او برای کار و ایده‌هایش در مورد حقوق زنان تا آن زمان به‌طور جدی در جامعه نهادینه شد و به مرجعی در شبکه جهانی فعالان کارگری برای رأی دادن زنان و نیز حقوق برابر برای همه تبدیل شد. او در فعالیت‌های اتحادیه، از جمله انجمن کارگران زن در نیویورک شرکت داشت و اعتراضات را برای حقوق و دستمزد زنان و شرایط زندگی بهتر سازمان داد. او یک آژانس استخدامی برای زنان تأسیس کرد و سخنرانی‌های عمومی را برای تشویق زنان به منظور کشف زمینه‌های مختلفی که می‌توانند کار کرده و درآمد داشته باشند ارائه داد. برای مدتی هم وی در اداره سرشماری ایالات متحده آمریکا خدمت کرد.
دومین کتاب پنی، «فکرکردن و عمل» مجموعه‌ای از مقالات مربوط به مردان و زنان، کار و حقوق و دستمزدها را در سال ۱۸۶۹ منتشر کرد. این کتاب مجموعه‌ای از سخنرانی‌ها و مقالات خود وی بود که تجزیه و تحلیل اقتصادی بیشتری را در مورد وضعیت کارگران زن انجام داد و در اینجا او راه حل‌های خود را ارائه می‌دهد که به عنوان مبانی آموزشی در مدرسه اقتصاد دانان فمینیسم و نظریه پردازان اجتماعی قرار گرفت و در دهه‌های بعد نیز دنبال شد. وی از حقوق مالکیت متاهلان حمایت کرد و از ارزش استفاده زنان در حوزه خانگی نوشت هنگامی که بسیاری از نویسندگان به‌طور عمده در مورد مسائل اخلاقی زندگی خانوادگی سخن می‌گفتند. او در تلاش بود تا کتابش برای اصلاح طلبان اجتماعی، از جمله افرادی که در معرض آسیب‌های اجتماعی قرار می‌گرفتند، و کسانی که برای شهرداری، قانونگذاران ایالتی و فدرال لابی می‌کردند مورد استفاده قرار گیرد.
در بخشی از زندگی اش، پنی مدیریت یک بنیاد کاریابی در انجمن آمریکایی خانه کتاب مقدس که در بین خیابان سوم و چهارم و خیابان نهم شهر نیویورک قرار داشت، سامان داد. او به عنوان بخشی از خدماتش مجموعه‌ای از سخنرانی‌های خود را که مربوط به مشاغل موجود در شهر برای زنان بود را ارائه کرد.

## درگذشت
پنی که در سال‌های ۱۸۷۰ در سینسیناتی زندگی می‌کرد نوشت: «سلامتم خوب نیست، و توانم محدود است.» مبارزه برادرانش در مورد میراث خانوادگی شان منجر به تحقیق سال ۱۸۷۴ شد که طی آن، به دلایلی نامعلوم و ناشناخته، قاضی حکمی را علیه خواست او صادر نمود و پنی را به شهر آنکریج کنتاکی تبعید کرد، او در دهه ۱۸۸۰ دریک بیمارستان روانی در نزدیکی شهر لوییویل از صحنه فعالیت خارج شد، حق طبع و چاپ کتاب‌هایش را از دست داد، برادرش ویلیام، یک دکتر و استاد در گالوستون، تگزاس، وی را به نیویورک نقل مکان داد. ویلیام که در بروکلین نیویورک زندگی می‌کرد، یک داروخانه عمومی برای پنی در لانگ آیلند باز کرد. پنی هم در ادامه به بیمارستان دولتی منهتن در جزیره واردز، متعهد شد، جایی که ۲۰ سال بعد نیز در آنجا درگذشت.

## آثار
- چگونه زنان مزدوج یا مجرد می‌توانند در تمام شاخه‌های هنر و علوم، حرفه‌ها، معاملات، فعالیت‌های کشاورزی و مکانیکی پول درآورند (فیلادلفیا، ۱۸۶۲)؛ بازنویسی شده در سال ۱۸۶۳ در بوستون توسط واکر، ویز و شرکت تحت عنوان «مشاغل زنان: یک دائرةالمعارف از کار زنان»
- فکر و عمل: مجموعه‌ای از مقالات مربوط به مردان و زنان، کار و حقوق و دستمزد (فیلادلفیا، ۱۸۶۹). به رای‌دهندگان شهرستان جفرسون (لوییویل، ژانویه ۱۸۸۵)